# NGC 5961
NGC 5961 је спирална галаксија у сазвежђу Северна круна која се налази на NGC листи објеката дубоког неба.
Деклинација објекта је + 30° 51' 51" а ректасцензија 15h 35m 16,2s. Привидна величина (магнитуда) објекта NGC 5961 износи 13,6 а фотографска магнитуда 14,4. Налази се на удаљености од 28,5000 милиона парсека од Сунца. NGC 5961 је још познат и под ознакама UGC 9918, MCG 5-37-5, CGCG 166-13, ARAK 478, IRAS 15332+3101, PGC 55515.